# Catáfilo

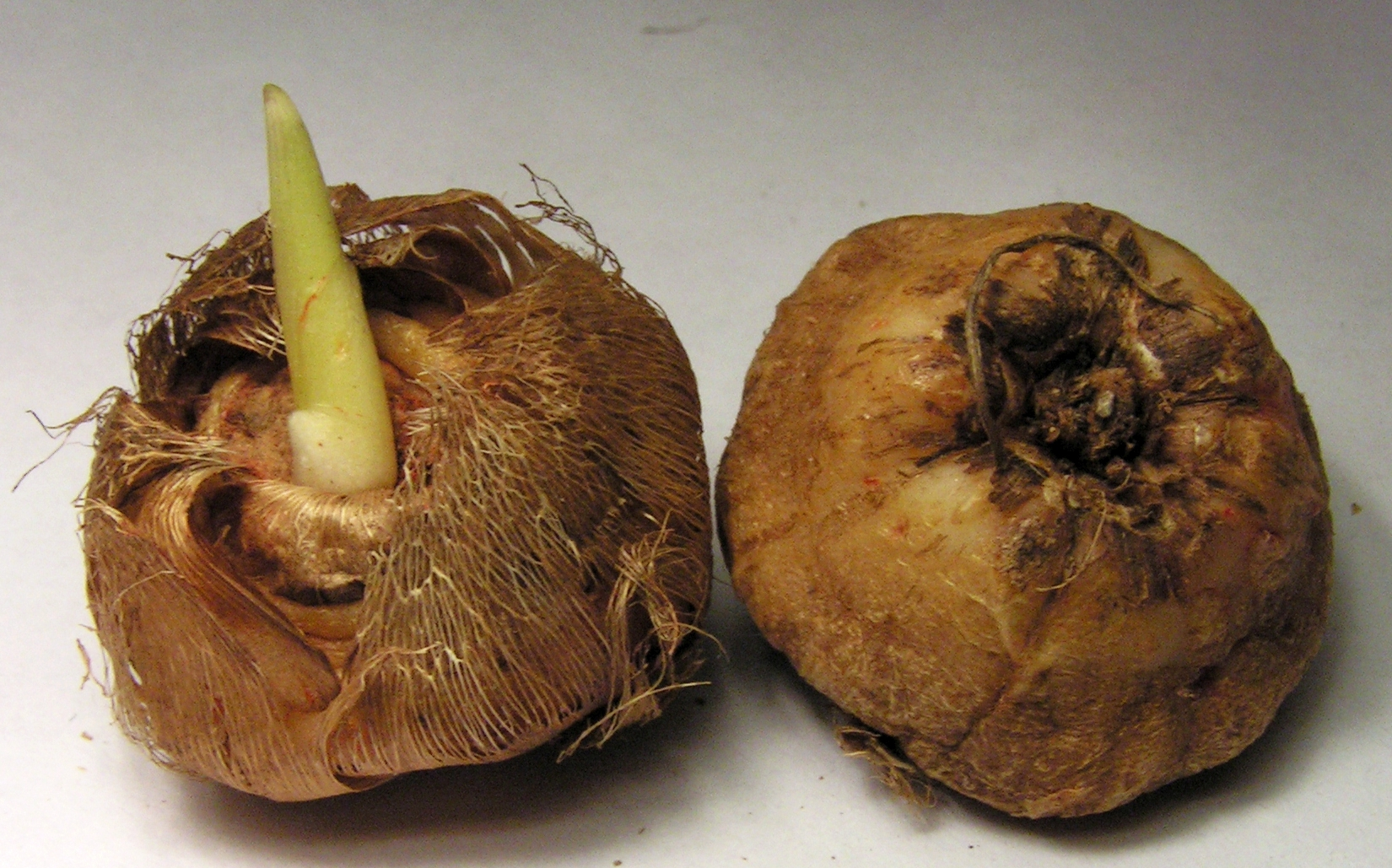
Cormos de Ixia. En el de la izquierda se aprecia la brotación del tallo y las capas de catáfilo. Al de la derecha se le han retirado las capas protectoras y se muestra la parte inferior por donde surgen las raíces.

En Botánica se denomina catáfilo o catáfila a cada una de las hojas modificadas y reducidas que generalmente protegen a las yemas de la planta que se hallan en reposo, particularmente en órganos subterráneos de reserva como bulbos y rizomas. A menudo presentan forma de escamas y no presentan clorofila ya que no tienen como función la de realizar la fotosíntesis. En ciertos casos, además de la función de protección, también ejercen la función de reserva de nutrientes, como por ejemplo en el caso de los bulbos de la cebolla (Allium cepa) o del ajo (Allium sativum).